# Martinus Jansen
Martinus Antonius Jansen (Amsterdam, 29 augustus 1905 - Amsterdam, 28 maart 1983) was de eerste bisschop van het bisdom Rotterdam.

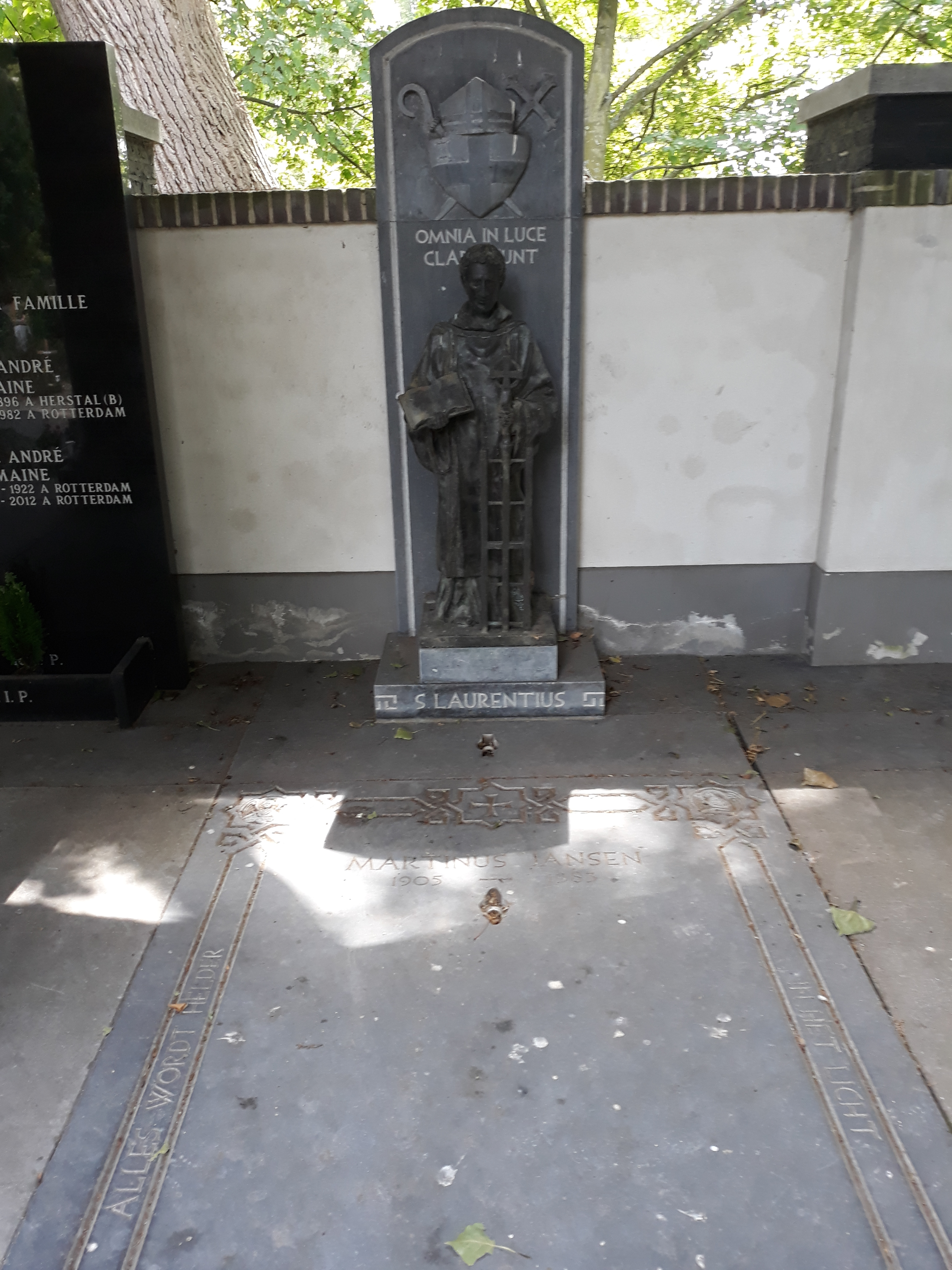
Het graf van Martinus Jansen op de Rooms-katholieke begraafplaats St. Laurentius te Rotterdam.

## Levensloop
Martinus Jansen werd geboren als zoon van een kuiper in Amsterdam. Hij volgde zijn opleiding aan de seminaries Hageveld en Warmond. Hij werd op 25 mei 1929 tot priester gewijd. Zijn eerste benoeming was tot kapelaan de parochie St. Jeroen in de Haagse wijk Spoorwijk, waar hij werd geconfronteerd met de gevolgen van de economische crisis. Van 1931 tot 1953 was Jansen professor aan het Philosophicum in Warmond, een kerkelijke wijsgerige opleiding. Van 1953 tot 1956 was hij deken van Leiden en pastoor in de Sint-Lodewijkskerk in de Leidse binnenstad.
Mgr. Jansen werd op 8 maart 1956 benoemd tot bisschop van het nieuw opgerichte bisdom Rotterdam. Zijn wapenspreuk luidde Omnia in luce clarescunt (‘Alles schittert in het licht’). Onder zijn leiding werd de organisatie van het bisdom opgezet en kwam onder meer het nieuwe klein-seminarie in Noordwijkerhout gereed, het huidige congrescentrum Leeuwenhorst. Al bij de voltooiing in 1961 leek er geen toekomst meer voor een klein-seminarie, zeker niet in dit sterk geseculariseerde deel van Nederland, met zijn brede aanbod aan voortgezet onderwijs.
Na zijn opvolging door Adrianus Simonis als bisschop van Rotterdam op 29 december 1970 keerde Jansen terug naar zijn geboortestad Amsterdam, waar hij in 1983 overleed.
Na zijn overlijden werd Jansen begraven op de Katholieke Begraafplaats St. Laurentius in Rotterdam. Omdat dit graf niet meer voldeed aan de eisen van de tijd, werd besloten de stoffelijke resten van de bisschop op 1 november 2009 te verplaatsen naar een nieuw graf in de gerenoveerde historische arcade.

## Jansen en seksueel misbruik in de kerk
- Jansen benoemde een wegens ontucht veroordeelde priester in 1965 opnieuw tot priester.[2]
- Jansen was op de hoogte van seksueel misbruik door een priester in 1965, maar benoemde hem toch tot godsdienstleraar op een jongensinternaat in Oudenbosch, waar de priester zich opnieuw aan drie jongens vergreep.[2]

- International Standard Name Identifier: 0000 0003 8913 8526
- Nederlandse Thesaurus van Auteursnamen: 071027998
- Virtual International Authority File: 282506448
- WorldCat: E39PBJq6V9VvH3Xc6bgp4Qhrbd